# Гарри Хафт: Последний бой
«Гарри Хафт: Последний бой» (англ. The Survivor) — художественный фильм режиссёра Барри Левинсона в жанре биографической драмы по сценарию Жюстин Джуэл Гилмер. Главные роли в фильме исполняют Бен Фостер, Билли Магнуссен, Дэнни Де Вито, Вики Крипс, Питер Сарсгаард, Саро Эмирз, Дар Зузовски и Джон Легуизамо.
Мировая премьера фильма состоялась на Международном кинофестивале в Торонто в сентябре 2021 года. В России фильм вышел на экраны 7 апреля 2022 года.

## Сюжет
Фильм рассказывает историю Гарри Хафта, польского еврея, выжившего в концлагере Освенцим (Аушвиц), принимая участие в боксёрских поединках насмерть, организованных нацистскими охранниками.
Во вступительной сцене фильма Гарри Хавт изображён стариком, гуляющим жарким летним днём по пустынному океанскому пляжу. Его мучают воспоминания о возлюбленной, которую во время Холокоста отправили в концентрационный лагерь, и которой он не смог помочь.
Действие фильма начинается в 1949 году в Нью-Йорке, США.
Херцко Хавт, сменив имя на американизированное Гарри, но так и не научившись читать по-английски, живёт в Нью-Йорке со своим братом Пересом, тоже бывшим узником концлагеря. Он вполне удачно выступает на ринге (тринадцать побед при одном поражении), но дела портятся после того, как прямо во время поединков Гарри начинают одолевать болезненные воспоминания из прошлого, вызывающие у него панические атаки. Он проигрывает шесть боёв подряд.
После очередного проигранного боя Гарри рассказывает Пересу о своих видениях: «Всплывает всё пережитое. Я вижу всех умерших, прошлое покоя не даёт». Перес советует брату просто всё забыть и ведёт его в бар, чтобы напиться.
В баре к ним подходит Эмори Андерсон, спортивный журналист, и просит Гарри об интервью. Он сразу даёт понять, что его интересует тема Освенцима и вопрос о том, какой ценой Гарри удалось там выжить. Перес грубо отказывает Андерсону и убеждает Гарри в том, что он никогда ни с кем не должен об этом разговаривать, но Гарри всё же берёт визитку, оставленную журналистом.
На следующий день Гарри приходит в еврейскую организацию, занимающуюся розыском контактов людей, уцелевших в Холокосте, и устраивает там скандал, потому что до сих пор нет никаких сведений о Лии Кречински — его невесте, с которой он был насильственно разлучён в 1941 году. Его гнев успокаивает сотрудница этой организации Мириам Вофсоникер. Гарри соглашается подождать ещё, уверяя её в том, что Лия жива — он это чувствует.
Гарри приходит в голову мысль, что если он выиграет бой против восходящей звезды бокса Рокки Марчиано, то Лия сможет прочитать об этом в газетах и найдёт его сама. Однако агент Хавта заявляет ему о невозможности такого поединка, так как Гарри не представляет никакого интереса для публики после длительной серии поражений. Тогда Гарри соглашается дать Эмори Андерсону интервью об Освенциме в надежде, что пресса сделает его знаменитым, и Лия выйдет с ним на связь. Андерсон также обещает через свои контакты помочь с её поиском.
Хавт откровенно рассказывает Андерсону о том, как в Освенциме увлекавшийся боксом оберштурмфюрер СС Дитрих Шнайдер, отметив его необычайно сильный удар правой, спас его от казни и взял под свою опеку, рассчитывая в дальнейшем научить его боксировать и выставить на любительский ринг, устроенный в лагере. Шнайдер лично тренировал Хавта, заботился о том, чтобы тот получал дополнительное питание и медицинскую помощь. По воскресеньям Хавт вынужден был участвовать в боксёрских поединках против других заключенных-добровольцев, иногда в нескольких подряд. Проигравших казнили.
Вышедшая статья «Какова цена выживания? Боксёрские поединки для наци» вызывает волну возмущения в еврейской общине. Хавт становится изгоем. При этом сам он эту статью не читал, так как не читает по-английски. Перес отчитывает брата за интервью, но Гарри напоминает ему, как воспользовавшись своим привилегированным положением, он спас жизнь Пересу в лагере. Перес говорит, что никогда не забудет, что обязан Гарри жизнью, но не гордится тем, как они смогли выжить, и хотел бы «вырезать каждое воспоминание об этом из головы».
Пресса теперь изображает Гарри пособником нацистов и предателем своего народа, однако из-за поднявшейся шумихи Рокки Марчиано соглашается на бой со «Зверем из Освенцима». Гарри приходит на открытую тренировку Марчиано, где знакомится с евреем Чарли Голдманом, одним из тренеров своего соперника. Голдман соглашается неофициально помогать тренироваться Хавту, считая, что против Рокки у Гарри нет ни одного шанса и заботясь о том, чтобы Гарри смог «проиграть с каплей достоинства». Во время подготовки к матчу Голдман однажды задаёт Гарри вопрос: верующий ли он? Гарри отвечает, что после лагеря он не может верить в Бога.
Гарри сближается с Мириам. Та пытается намекнуть ему, что Лия, вероятнее всего, мертва, но Гарри отказывается в это верить. Через некоторое время Мириам находит данные о том, что Лия была заключённой концлагеря Равенсбрюк и смогла выжить, и сообщает об этом Хавту.
Гарри проигрывает бой Рокки Марчиано нокаутом в третьем раунде. Мириам присутствует на поединке в качестве зрителя. Гарри заявляет Пересу, что отныне покончил с боксом, так как на ринге внезапно почувствовал, что Лии больше нет. Больше сражаться незачем, единственной причиной была Лия. В раздевалке после боя он заново переживает то, о чём не рассказал Андерсону — как в конце войны убил Шнайдера, переоделся в его форму и сбежал из лагеря.
Перес женится на еврейке, тоже бывшей узнице концлагеря, Гарри — шафер на его свадьбе. Там Гарри в первый раз танцует с Мириам (в сцене без музыкального сопровождения). Мириам отводит Гарри в синагогу, где Гарри пытается примириться с Богом.
Гарри и Мириам женятся. Во время первой брачной ночи у него случается паническая атака, связанная с воспоминаниями о заключении.
Дальнейшие действия происходят спустя много лет в Бруклине, Нью-Йорк. Женившись, родив троих детей и оставив карьеру боксёра, Хавт владеет небольшим продуктовым магазином. Его навещает Андерсон и сообщает о том, что выполнил своё обещание: нашёл Лию, она живёт в США, в Джорджии. Гарри под предлогом летнего отдыха везёт всю семью в Джорджию, однако Мириам догадывается о настоящей причине поездки. Она отпускает Гарри встретиться с Лией. Гарри берёт с собой сына Алана.
Лия замужем, имеет дочь, и смертельно больна. Лия рассказывает Гарри, что увидела статью о его бое с Марчиано на следующее утро после своей свадьбы и была счастлива узнать, что он тоже выжил. Гарри признаётся в любви Лие и навсегда прощается с ней. На обратной дороге Гарри рассказывает Алану о том, что был заключённым в Освенциме, и исповедуется в том, как ему удалось там выжить.
К концу фильма Гарри Хавт примиряется со своим прошлым и находит счастье в любви к Мириам и детям.

## В ролях
- Бен Фостер — Гарри Хафт
- Билли Магнуссен — Шнайдер
- Дэнни Де Вито — Чарли Голдман
- Вики Крипс — Мириам Вофсоникер
- Питер Сарсгаард — Эмори Андерсон
- Саро Эмирз — Перес Хафт
- Дар Зузовски — Лия Кречински
- Джон Легуизамо — Пепе
- Кингстон Вернс — Алан Хафт
- Софи Кнэпп — Хелен Хафт
- Бьёрн Фрайберг — судья

## Производство
В ноябре 2018 года было объявлено о том, что Бен Фостер вошёл в актёрский состав фильма, который режиссирует Барри Левинсон по сценарию Жюстин Джуэл Гилмер и который продюсируют Матти Лешем, Аарон Гилберт, Джейсон Соснофф, Левинсон и Скотт Пардо через свои компании New Mandate, Bron Studios и Creative Wealth Media, соответственно. В марте 2019 года Билли Магнуссен, Дэнни Де Вито, Вики Крипс, Питер Сарсгаард, Саро Эмирз, Дар Зузовски и Джон Легуизамо присоединились к актёрскому составу фильма.

### Съёмки
Съёмочный период фильма начался в феврале 2019 года.